# Cumbia (Panamá)
La cumbia es un género musical y baile folclórico de Panamá.
Es un género musical extendido a lo largo de la geografía panameña dando como resultado la existencia de una gran cantidad de variantes regionales que van, desde las que cuentan con una influencia netamente negra, pasando a las que poseen elementos indígenas, hasta las de características predominantemente europeas.
La cumbia ha sido reconocida por la UNESCO como una de las expresiones festivas y rituales de la cultura Congo de Panamá, que fueron consideradas patrimonio inmaterial de la humanidad en 2018.

## Etimología
El vocablo «cumbia» ha sido motivo de estudio por distintos autores que le atribuyen distintos orígenes y significados.
Narciso Garay, en su obra Tradiciones y Cantares de Panamá, publicada en 1930, asumió que la palabra cumbia comparte la misma raíz lingüística del vocablo cumbé, baile de origen africano registrado en el diccionario de la lengua española como ‘Baile de Negros’.
La folclorista colombiana Delia Zapata Olivella, en su publicación de 1962, La Cumbia: Síntesis Musical de la Nación Colombiana, Reseña Histórica y Coreográfica, señala que la única voz similar a cumbia que acoge la Academia Española, es la de cumbé: ‘cierto baile de negros y tañido de este baile’. Y que cumbes (sin tilde), se llaman los negros que habitan en Bata, en la Guinea continental española (actual Guinea Ecuatorial).
El investigador cultural colombiano Jorge Diazgranados Villarreal en su artículo «La cumbia, el jolgorio y sobre todo el placer», publicado en 1977 establece:

Cumbia viene de Cumbague y Cumbague era la personificación del cacique indígena pocabuyano, se dice que Cumbague además de tener un carácter belicoso y audaz, debía ser un excelente bebedor de maco (chicha) porque todos los de su raza eran muy borrachos y amigos del baile y la juerga.

El etnólogo cubano Fernando Ortiz Fernández establece que las voces kumba, kumbé y kumbí, al castellanizarse sustituyendo la letra «k» por «c», significan ‘tambores’ o ‘bailes’. Agrega que cumbé, cumbia y cumba eran tambores de origen africano en las Antillas. Por otro lado, establece que cumba/kumba, palabra africana de las tribus bantú, significa ‘rugir’, ‘escandalizar’. Es precisamente a esta última teoría a la que Manuel Zárate, en su obra Tambor y Socavón, se adhiere como la raíz de la palabra «cumbia».
En relación con la voz cumbé, la versión 23.ª del Diccionario de la Lengua Española, publicada en 2014, la registra como: ‘Danza de la Guinea Ecuatorial’ y ‘Son con que se baila el cumbé’.
En 2006, el músico y musicólogo colombiano Guillermo Carbó Ronderos afirmó que la etimología de la voz cumbia es «aún controvertida», y que «parece derivar del término bantú cumbé, ritmo y danza de Guinea Ecuatorial».

## Armonía, ritmo y melodía

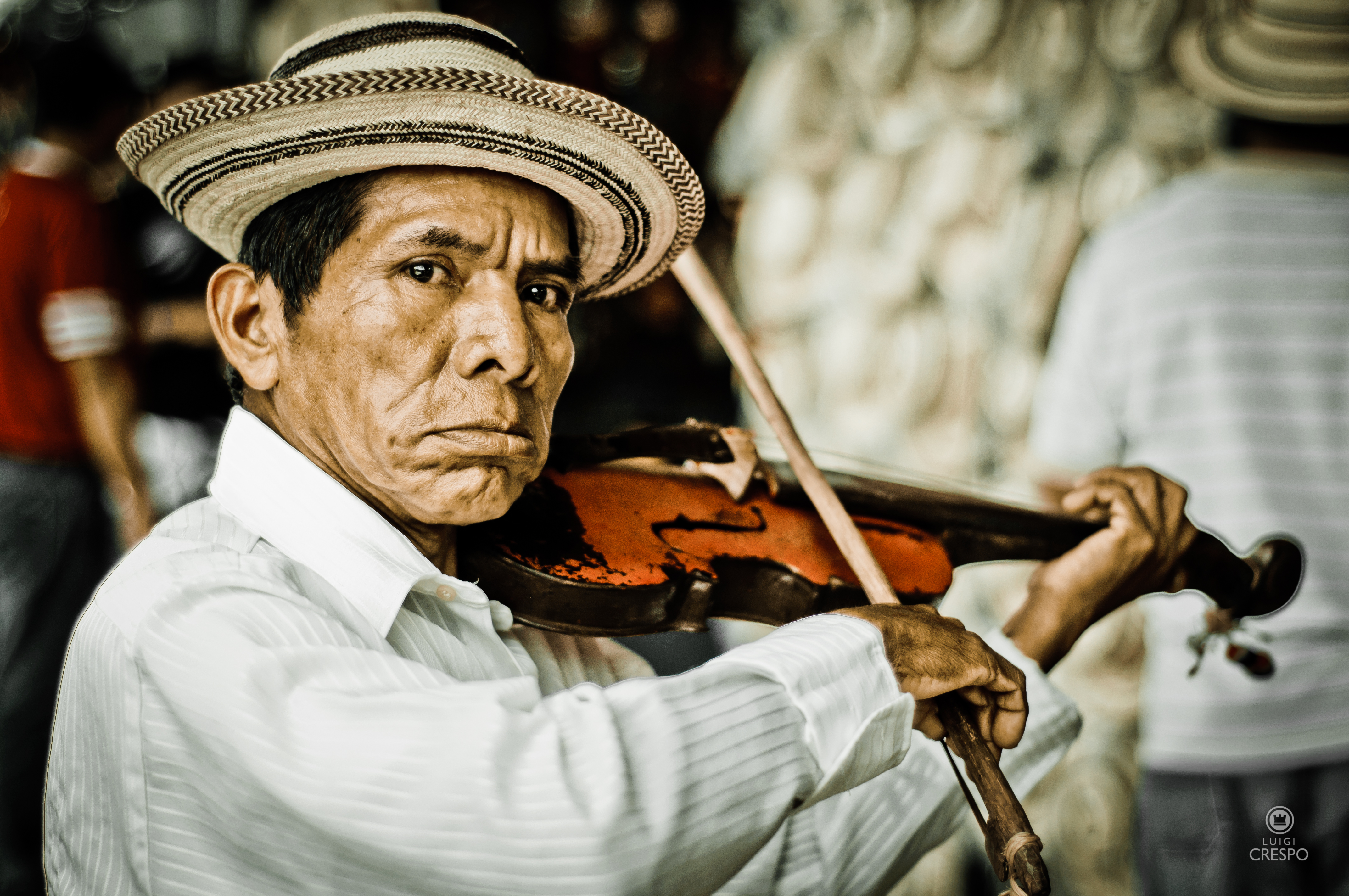
Campesino panameño tocando violín folclórico

## Ámbito geográfico

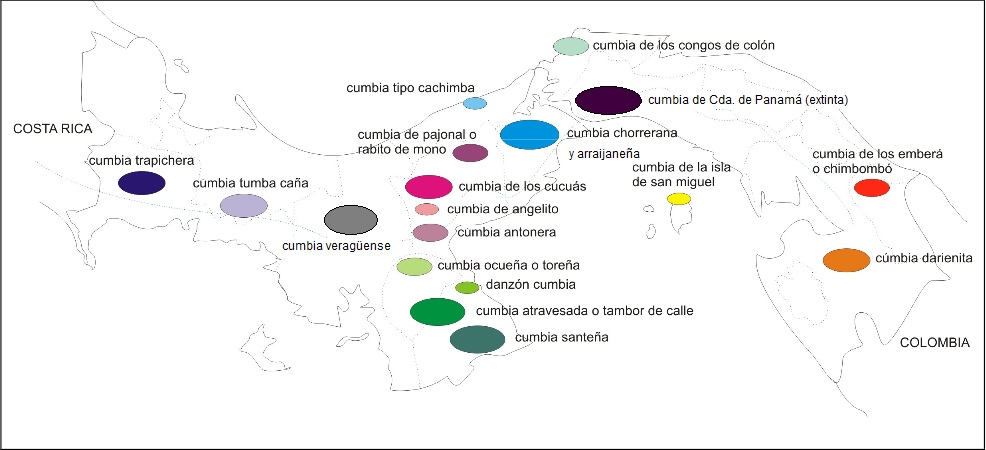
Ubicación geográfica de los distintos tipos de cumbia en el istmo de Panamá, basado en el mapeo de Edwin Pitre.

La cumbia es reconocida como un símbolo del folclore nacional; y surge del sincretismo cultural de elementos amerindios, africanos y europeos, durante la época colonial.
Es un género musical y baile extendido a lo largo de la geografía panameña, teniendo vigencia en la comarca Emberá-Wounaan, y en todas las provincias del país con excepción de Bocas del Toro. Sin embargo, en la península de Azuero se encuentra la mayor producción musical de este género. La cumbia es practicada generalmente en las poblaciones de la costa y vertiente del océano Pacífico; con excepción de algunas variantes que se cultivan en el interior y en la costa Caribe del país.

### Referencias documentales

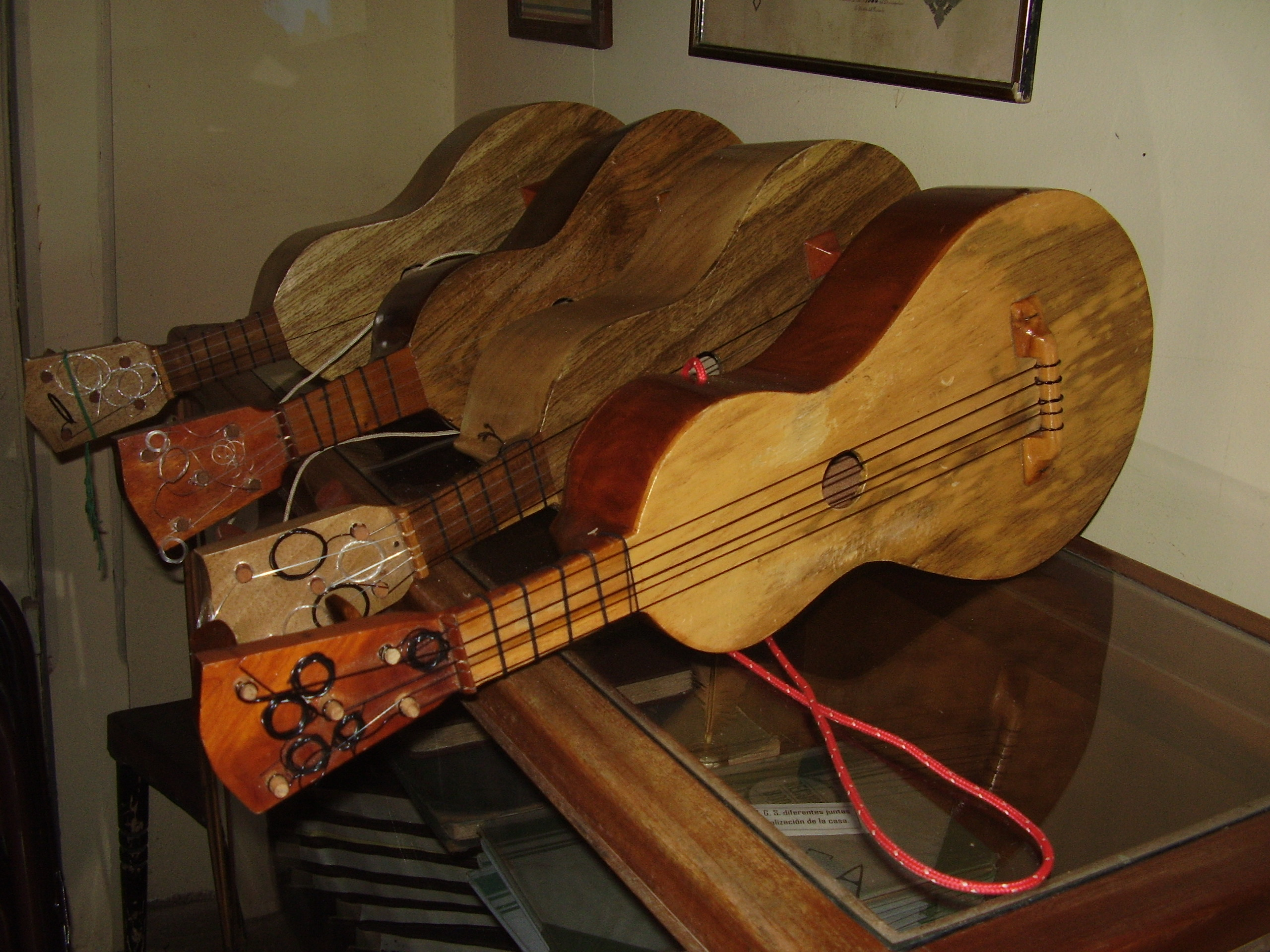
Mejorana, pequeña guitarra autóctona de Panamá, descrita por Theodore Johnson en su relato.

### Teorías

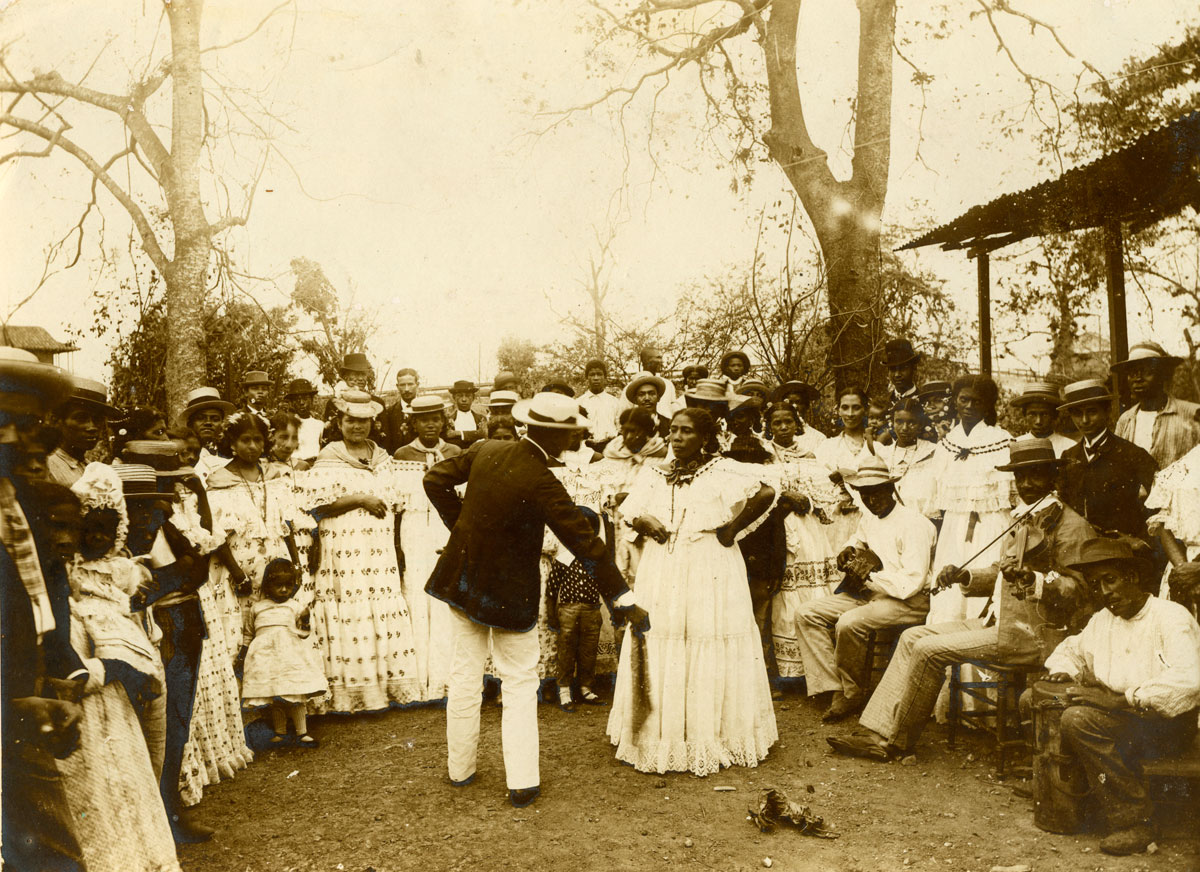
Fiesta popular de afrodescendientes en la Ciudad de Panamá - El Hatillo, 1890.

### Coreografía

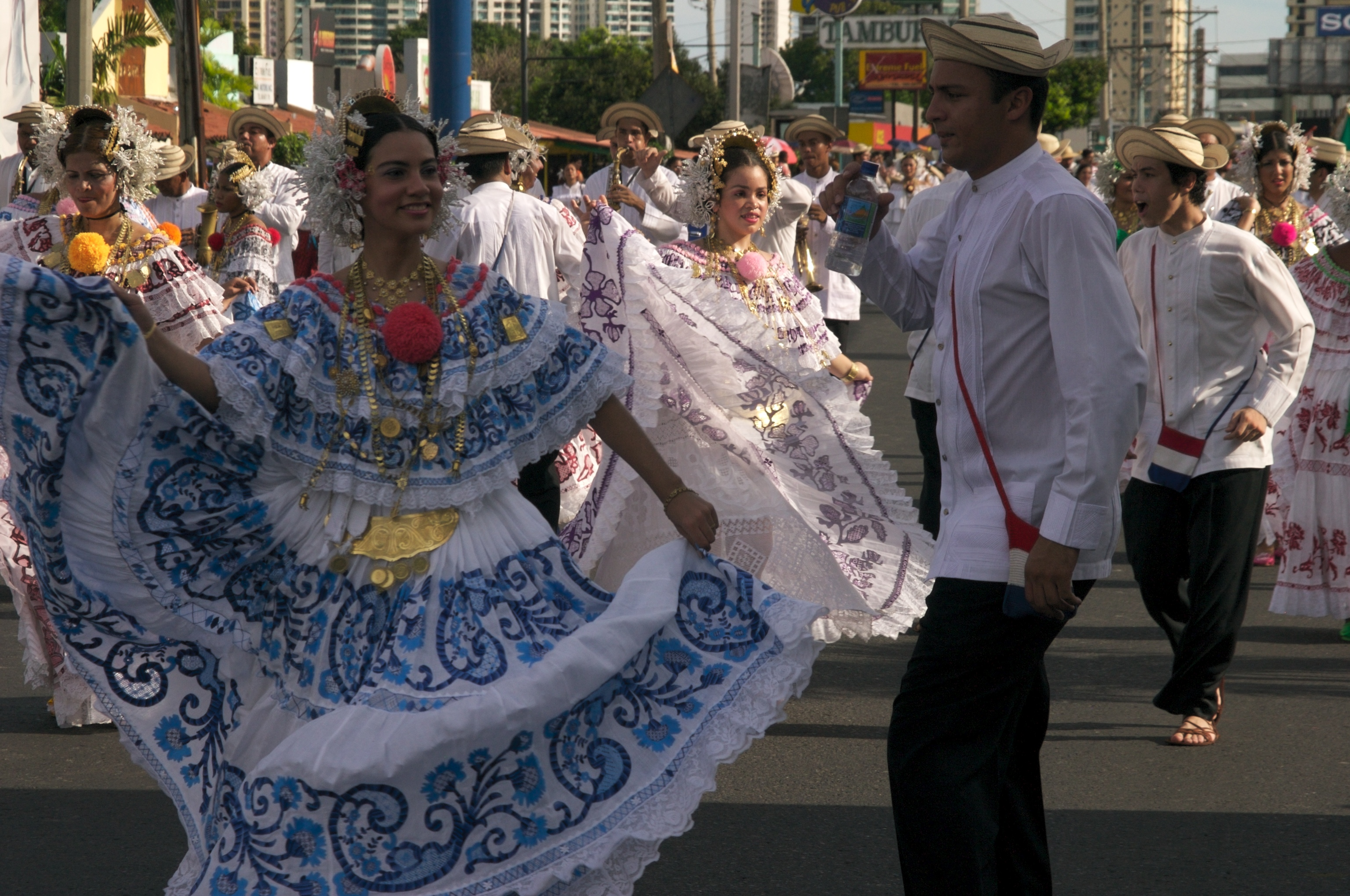
Pareja bailando cumbia en un desfile en la Ciudad de Panamá

## Origen